# قلعه دختر (استهبان)
قلعه دختر استهبان مربوط به سده‌های میانه دوران‌های تاریخی پس از اسلام است و در استهبان، شمال دوراهی استهبان به ایج، کیلومتری ۱۰ جاده استهبان به نیریز، سمت راست جاده، کوه قلعه دختر واقع شده و این اثر در تاریخ ۱۵ دی ۱۳۸۷ با شمارهٔ ثبت ۲۴۱۷۹ به‌عنوان یکی از آثار ملی ایران به ثبت رسیده است.
این قلعه مربوط به دوره حکومت شبانکاره بوده است که پس از شکست این حکومت به طور کامل ویران شده است. از روی زمین تقریباً اثری از قلعه دیده نمی‌شود.
استحکام این قعله آن چنان زیاد است که ساکنان آن در امنیت کامل زندگی می‌کرده‌اند. این قلعه مورد استفاده مردمان قبل و بعد از اسلام قرار گرفته است. زیرا آثار و نشانه‌هایی از نحوه برخورد با مردگان خود در پیش از اسلام دیده می‌شود. گورهایی که دامنه شمالی قلعه وجود دارد نشانی از مسلمان بودن آنها دربردارد. (گورها شرقی و غربی است). آثار و بقایای فراوانی اعم از تکه‌های ظروف سفالی و دیواره‌های مخروبه ساختمان به چشم می‌خورد و به خوبی می‌توان گذر زمان را در آنها مشاهده کرد که چگونه بیش از این توانسته‌اند از گزند عوامل طبیعی و انسانی مصون بمانند.